# Viera West, Florida
Viera West är en ort (CDP) i Brevard County, i delstaten Florida, USA. Enligt United States Census Bureau har orten en folkmängd på 6 641 invånare (2010) och en landarea på 23,1 km².